# EleKtrik, Live in Japan
EleKtrik, Live in Japan è un live album del gruppo progressive rock King Crimson.
L'album fu registrato durante una data del tour seguente alla pubblicazione del loro ultimo lavoro in studio, The Power to Believe, dal quale proviene la maggior parte dei brani.

## Lista tracce
1. "Introductory Soundscape" 5:05 - Fripp
2. "The Power to Believe (Part I: A Cappella)" 0:41 - Belew, Fripp, Gunn, Mastelotto
3. "Level Five" 7:22 - Belew, Fripp, Gunn, Mastelotto
4. "ProzaKc Blues" 5:59 - Belew, Fripp, Gunn, Mastelotto
5. "EleKtriK" 8:01 - Belew, Fripp, Gunn, Mastelotto
6. "Happy With What You Have to be Happy With" 4:14 - Belew, Fripp, Gunn, Mastelotto
7. "One Time" 6:00 - Belew, Bruford, Fripp, Gunn, Levin, Mastelotto
8. "Facts of Life" 5:29 - Belew, Fripp, Gunn, Mastelotto
9. "The Power to Believe (Part II: Power Circle)" 8:43 - Belew, Fripp, Gunn, Mastelotto
10. "Dangerous Curves" 6:02 - Belew, Fripp, Gunn, Mastelotto
11. "Larks' Tongues In Aspic (Part IV)" 10:32 - Belew, Fripp, Gunn, Mastelotto
12. "The World's My Oyster Soup Kitchen Floor Wax Museum" 6:31 - Belew, Fripp, Gunn, Mastelotto

## Formazione
- Robert Fripp - chitarra
- Adrian Belew - chitarra e voce
- Trey Gunn - chitarra warr
- Pat Mastelotto - batteria, percussioni